# Crispano
Crispano är en ort och kommun i storstadsregionen Neapel, innan 2015 provinsen Neapel, i regionen Kampanien i Italien. Kommunen hade 12 240 invånare (2017).